# Jj
Het Zweedse jj was een band die muziek uitbrengt onder het onafhankelijke label Sincerely Yours, dat werd opgericht door de Zweedse popgroep The Tough Alliance. De bandleden zijn Joakim Benon en Elin Kastlander.

## Geschiedenis
Jj bracht de debuutsingle jj n° 1 begin 2009 uit. Een paar maanden later volgde de single jj n° 2.
Op 24 december 2009 werd bekendgemaakt dat de Amerikaanse platenmaatschappij Secretly Canadian jj had gecontracteerd. Tegelijk werd bekendgemaakt wanneer jj zijn tweede album zou uitbrengen. Het album, getiteld jj n° 3, verscheen op 9 maart 2010 in de Verenigde Staten en Zweden. Jj zou met zowel Sincerely Yours als Secretly Canadian samenwerken, afhankelijk van de locatie waar de band zich bevond, en de groep heeft daarom ook niet Sincerely Yours verlaten ten gunste van Secretly Canadian.
Naast hun officiële cd's nam jj ook enkele covers op, zoals van Akons Troublemaker, Jeremihs Birthday Sex en het themanummer van de tv-serie Welcome Back, Kotter. Al deze covers zijn gratis te downloaden.
Van maart tot april 2010 maakte jj een tournee door de Verenigde Staten met de Britse band The xx. Daarna volgde een kleine tournee door Europa, waarbij onder meer Italië, Frankrijk en België werden aangedaan.
Jj's volgende album, na jj n° 3, zou een mixtape zijn, getiteld Kills. De eerste single van Kills, getiteld Let Them, verscheen op 12 oktober 2010. De single is een sample van Akons Right Now (Na Na Na). De B-kant van de single, I'm The One/Money On My Mind, was een sample van Intro van The xx.
In 2014 werd het laatste studio-album gelanceerd.

## Discografie

### Studioalbums
- jj no. 2 (2009)
- jj no. 3 (2010)
- V (2014)

### Mixen
- Kills (2010)

### Singles en ep's
- jj n° 1 (2009)
- a jj 12" (2009)